# Diplôme d'études universitaires générales
Pour les articles homonymes, voir Diplôme d'études.
Le diplôme d'études universitaires générales (DEUG) est un ancien diplôme national de l’enseignement supérieur français, de niveau bac+2. Créé en 1973, ce diplôme est supprimé en 2006 du RNCP par la réforme licence-master-doctorat. Il est néanmoins encore  délivré sur demande par beaucoup d'universités.
Le DEUG est, après la fin de sa délivrance automatique, majoritairement demandé par les étudiants ayant échoué à obtenir leur licence et est insuffisant à l'entrée du marché du travail, qui favorise la licence voire le master.

## Historique

### Création en 1973
Le diplôme d'études universitaires générales est créé en 1973, sous le ministère de Joseph Fontanet, et se substitue aux différents diplômes sanctionnant les études de premier cycle dans chaque faculté : le diplôme d'études juridiques générales, le diplôme d'études économiques générales, le diplôme universitaire d'études littéraires et le diplôme universitaire d'études scientifiques. Cette réforme est appliquée dès la rentrée 1973.
La réforme Fouchet des universités avait créé dans les années 1960 le diplôme universitaire d’études littéraires (DUEL) et le diplôme universitaire d’études scientifiques (DUES). Selon son arrêté de création, le diplôme d’études universitaires générales « sanctionne un premier cycle pluridisciplinaire de formation générale et d’orientation ». « Les enseignements visent à développer chez les étudiants les aptitudes et les connaissances permettant : l’expression et la réalisation ; la compréhension du monde contemporain ; l’étude et l’utilisation des concepts et des méthodes scientifiques ». Concernant les débouchés de ce diplôme, « les enseignements sont organisés de manière à permettre aux étudiants qui poursuivent leurs études d’être admis soit à un second cycle d’études supérieures, soit à une autre formation universitaire ; aux étudiants qui ne les poursuivent pas de pouvoir entrer directement dans la vie active ».
Le cursus menant à ce diplôme est ouvert à tout porteur du baccalauréat ou diplôme équivalent. Les enseignements conduisant à ce diplôme s’étendent sur deux années universitaires (« bac +2 ») et seules trois inscriptions annuelles sont autorisées pour l'obtenir, sauf dérogation. Le DEUG se situe ainsi au niveau III dans la classification française des niveaux de formation et au niveau 5 de la Classification internationale type de l'éducation (CITE).
Le diplôme comporte six mentions, dont le programme est fixé par arrêté :
- droit[6] ;
- sciences économiques[7] ;
- administration économique et sociale[8] ;
- lettres[9] ;
- sciences humaines[10] ;
- sciences[11].

Les programmes d’enseignement comportent de 50 à 60 % de cours obligatoires définis par les textes nationaux pour chaque mention et section, ils comportent également au moins 5 % d’enseignement des langues vivantes et de 30 à 40 % de cours aux choix des universités, ainsi que 10 à 20 % de cours étrangers à la section ou à la mention principale aux choix des étudiants, comme « sociologie et psychologie sociale » pour les étudiants de la mention « sciences ». Selon les mentions, la durée totale minimale des enseignements pour ce diplôme va de 700 à 1 100 heures.

### Réformes successives entre 1973 et 2006
Une réforme intervient en 1992, sous le ministère de Lionel Jospin, appliquée à la rentrée 1993. Le diplôme est ouvert à tout porteur du baccalauréat ou diplôme équivalent. Il est organisé en deux niveaux. Les enseignements sont regroupés par modules. La première année comporte un tutorat. Les universités doivent organiser deux sessions d’examen par an. Seules trois inscriptions annuelles par étudiant sont autorisées pour obtenir le diplôme, sauf dérogation. Les étudiants des instituts universitaires professionnalisés reçoivent aussi un DEUG à la fin de leur première année. Durant cette période[Laquelle ?], le diplôme comporte dix dénominations nationales, dont le programme est fixé par arrêté :
- technologie industrielle[14] ;
- sciences[15] ;
- arts[16] ;
- théologie[17] ;
- sciences humaines et sociales[18] ;
- lettres et langues[19] ;
- droit[20],
- administration économique et sociale[21] ;
- économie et gestion[22] ;
- sciences et techniques des activités physiques et sportives[23].

Une nouvelle réforme intervient en 1997, sous le ministère de François Bayrou, appliquée à la rentrée 1997. Ce diplôme est ouvert à tout porteur du baccalauréat ou diplôme équivalent. Il est organisé en quatre semestres, le premier étant un semestre d’orientation. Les enseignements sont regroupés par unités d’enseignement. La première année comporte un tutorat. Les universités doivent organiser deux sessions d’examens. Un étudiant accède à la seconde année s’il a validé 70 % de la première année. De même, 80 % du DEUG suffisait pour accéder à la licence, sans cependant obtenir le diplôme. Le diplôme comporte ainsi neuf dénominations nationales dont le programme est fixé par arrêté :
- sciences et technologies[25],
- arts[26] ;
- théologie[27] ;
- sciences humaines et sociales[28]
- Lettres et langues[29] ;
- droit[30] ;
- administration économique et sociale[31] ;
- économie et gestion[32] ;
- sciences et techniques des activités physiques et sportives[33].

### Réforme LMD en 2006
L'application de la réforme Licence-Master-Doctorat réorganise en 2006 les études menant à la licence, tout en maintenant la possibilité de délivrer le DEUG au niveau intermédiaire . Les titulaires d’un baccalauréat ou l’équivalent s’inscrivent alors directement dans un cursus de six semestres de formation pour obtenir un diplôme national de licence.
La délivrance du DEUG est alors soumise à la validation des quatre premiers semestres sur les six nécessaires à l’obtention de la licence,.
À compter de 2014, les domaines et mentions de licence sont définis au niveau national,.
Une étude dirigée par l'Institut national d'étude du travail et d'orientation professionnelle (INETOP) en 2000 indique que les étudiants qui sortent de l'enseignement supérieur avec le DEUG pour seul diplôme sont principalement ceux qui ont échoué à leur examen final de licence (Bac + 3), ne leur permettant pas d'être admis au niveau supérieur. En effet, « Le bac général et le D.E.U.G. sont des diplômes dont la vocation première est de permettre la poursuite d'études, les sortants à ces niveaux sont majoritairement des jeunes ayant échoué à l'examen final. […] Les femmes sont particulièrement présentes parmi les sortants d'un bac général et de DEUG ».
La réforme LMD a pour conséquence un déclassement du DEUG par rapport aux autres diplômes de l'enseignement supérieur. Ainsi, alors que le taux de chômage des diplômés de DEUG était similaire à celui des diplômes supérieurs en 1998 et 2004, en 2011 le ministère de l'Enseignement supérieur précise que le DEUG est généralement insuffisant sur le marché du travail. En effet, selon le rapport L'état de l'Enseignement supérieur et de la recherche en France, édition, corédigé avec le Centre d'études et de recherches sur les qualifications, « Pour les sortants de DEUG/DEUST le taux de chômage s’établit à 9 % 7 ans après l’entrée sur le marché du travail. Ils sont aussi les moins bien rémunérés des diplômés de l’enseignement supérieur qui sont sur le marché du travail et aussi ceux qui ont le taux de chômage le plus important en 2011. De plus ces jeunes sont ceux qui déclarent le plus être employés en dessous de leur niveau de compétences au moment de l’interrogation en 2011 ». Les emplois scientifiques ne considèrent pas mieux ce niveau universitaire, puisqu'ils recrutent aux niveaux du master voire du doctorat.

### Suppression en 2019?
Le 30 juillet 2018, Frédérique Vidal, ministre de l'enseignement supérieur, de la recherche et de l'innovation, prend un arrêté qui abroge notamment l'arrêté du 1er août 2011 relatif à la licence à compter du 1er septembre 2019. Contrairement à l'ancien arrêté qui mentionnait en son article 18-1 la possibilité de se voir délivrer le DEUG après l'acquisition de 120 ECTS au cours de la licence, le nouvel arrêté ne fait pas mention de ce diplôme, qui semble donc disparaître après 46 années d'existence. 
Toutefois, le DEUG fait toujours partie de la liste officielle des diplômes nationaux, liste qui ne mentionne pas de date limite de délivrance de ce diplôme par les universités, contrairement au Diplôme national de technologie spécialisé, qui, à la suite de sa suppression, ne peut être délivré que jusqu'au 31 août 2021. On peut donc conclure que, si l'arrêté "licence" ne mentionne plus expressément la possibilité de se voir délivrer un DEUG, les universités ont en quelque sorte acquis un droit coutumier permettant de continuer de le faire, droit qu'elles continuent généralement d'exercer.